# Benchmark (computer)
Een benchmark (prestatiemeting) bij computers is een reeks van berekeningen, waarbij de snelheid van de computer gemeten wordt. Zo wordt het mogelijk om de prestatie van verschillende computersystemen met elkaar te vergelijken.
Hardwarefabrikanten zijn voortdurend bezig betere en snellere computers te ontwikkelen. Bij het onderling vergelijken van nieuwe modellen is het een probleem dat de prestatie van een model afhangt van het type toepassing. Om toch een zo objectief mogelijke vergelijking te kunnen maken worden er standaardopgaven gepubliceerd. Bijvoorbeeld alle priemgetallen zoeken tussen 1 en 1.000.000 volgens een bepaald algoritme. Daarmee is een objectieve vergelijking mogelijk. 
Ook onderdelen kunnen met elkaar worden vergeleken.
- FLOPS is een eenheid die wordt gebruikt om de rekenkracht van een processor aan te duiden. Het betekent floating point operations per second of zwevendekommabewerkingen per seconde.
- MIPS, een acroniem voor million instructions per second en is een aanvullende meting van de verwerkingssnelheid van processors.
- BogoMips is een manier om de snelheid van een computer te bepalen.